# Vilar da Veiga

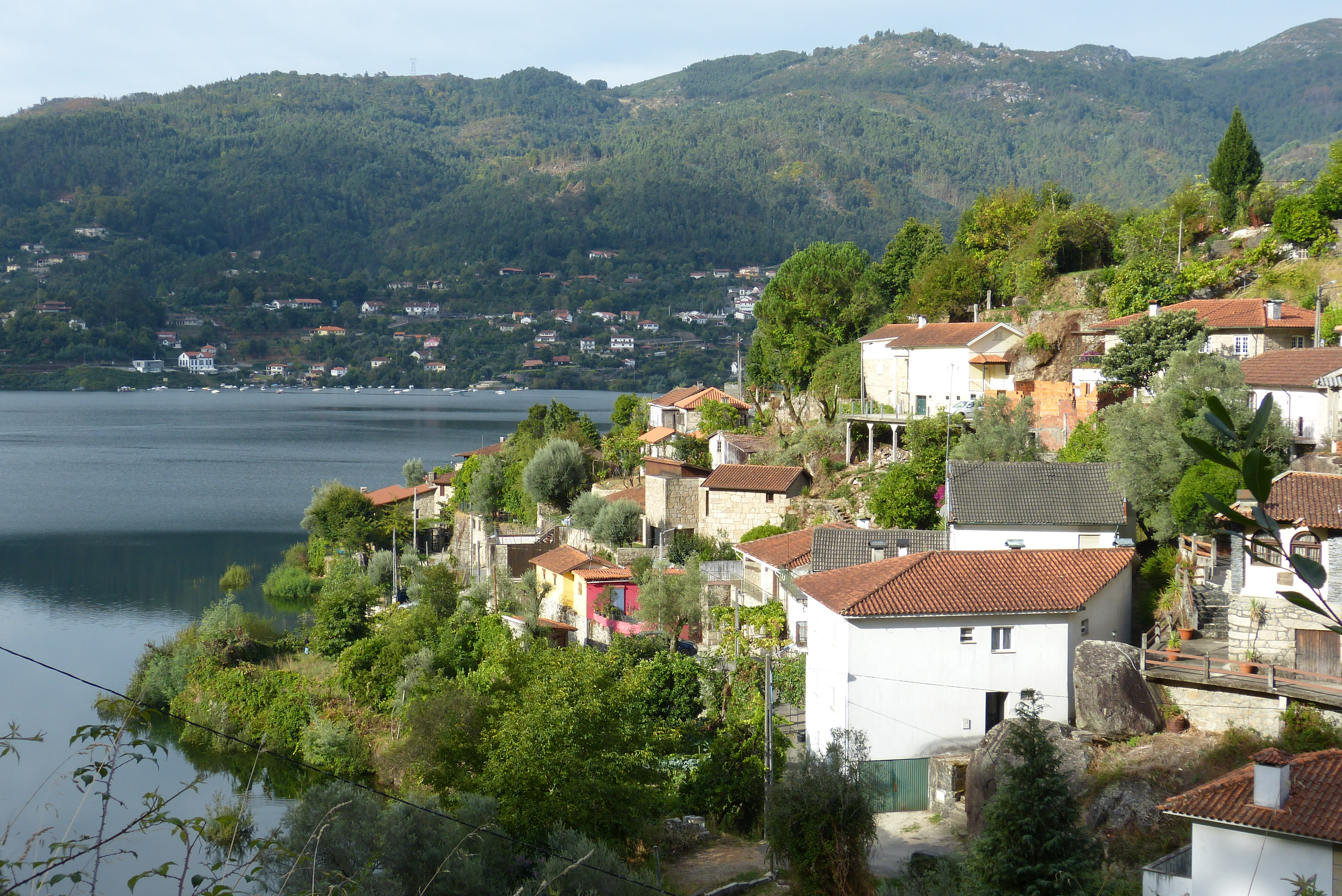
Vilar da Veiga am aufgestauten Rio Gerês

Vilar da Veiga ist eine Gemeinde im Norden Portugals.
Vilar da Veiga gehört zum Kreis Terras de Bouro im Distrikt Braga, besitzt eine Fläche von 77,8 km² und hat 1074 Einwohner (Stand 19. April 2021).

## Naturerbe

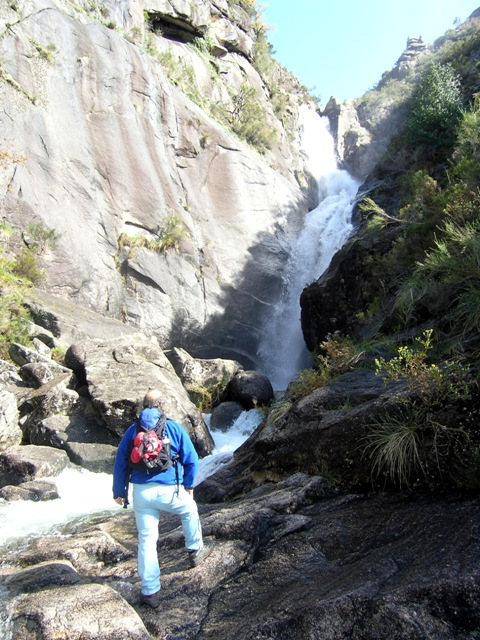
Wasserfall von Arado

In der Gemeinde befinden sich die Wasserfälle:
- Cascata do Arado
- Cascata de Leonte
- Cascata da Laja
- Cascatas de Taiti